# Desa Grabakan (administrativ by i Indonesien, lat -7,02, long 111,99)
Desa Grabakan är en administrativ by i Indonesien.   Den ligger i provinsen Jawa Timur, i den västra delen av landet, 600 km öster om huvudstaden Jakarta.